# Прапор Балаклійського району
Пра́пор Балаклі́йського райо́ну затверджений 21 лютого 2003 рішенням VII сесії XXIV скликання Балаклійської районної ради.

## Опис
Прапор району є прямокутним полотнищем малинового кольору із зображенням синьої стрічки, що перетинає прапор по діагоналі з нижнього лівого кута до правого верхнього. Співвідношення ширини до довжини прапора — 1:2, ширина стрічки дорівнює ⅓ від ширини прапора. Прапор району двосторонній.
Навершя древка являє собою металевий конус висотою, рівною 1/10 ширини прапора, основа конуса дорівнює двом діаметрам древка, закріплюється на циліндричній основі висотою, рівною 1/20 ширини прапора.
Еталонний зразок прапора міститься в кабінеті голови Балаклійської районної ради.